# San Juan de Colón
San Juan de Colón jest wenezuelskim miastem leżącym w stanie Táchira. Miasto w roku 2006 liczyło 38 233 mieszkańców.
Miasto jest siedzibą klubu piłkarskiego Nacional Táchira.